# Mariner 9
Mariner 9, en interplanetarisk rymdsond byggd av den amerikanska rymdflygsstyrelsen NASA, var den nionde i en serie om 12 planerade rymdsonder (sedermera 10 då de två sista sonderna döptes om till Voyager) i Marinerprogrammet.
Sonden sköts upp den 30 maj 1971 och nådde sitt mål, planeten mars den 14 november samma år, och blev då den första rymdfarkosten som placerats i omloppsbana kring en annan planet - bara en hårsmån före sovjetiska Mars 2 och Mars 3, som båda anlände inom en månad efter Mariner.  Efter månader av stoftstormar lyckades Mariner 9 skicka tillbaka överraskande tydliga bilder från marsytan.

## Målsättningar
Mariner 9 utvecklades för att fortsätta de atmosfäriska studierna som påbörjades av Mariner 6 och 7, och att kartlägga över 70% av marsytan från en lägre höjd (1500 kilometer) och en högre upplösning (100 – 1000 meter per pixel) än någon tidigare marssond. En infraröd radiometer medföljde för att söka värmekällor som bevis på vulkanisk aktivitet. Mars två månar Phobos och Deimos skulle också undersökas.  Mariner 9 överskred med råge dessa målsättningar.

## Resultat

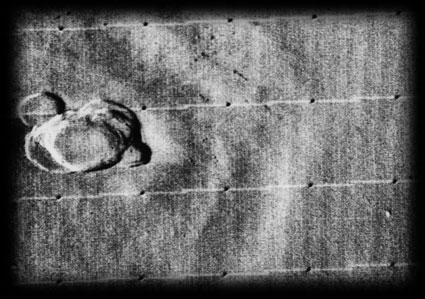
Ascraeus Mons sedd av Mariner 9

Mariner 9 var den första rymdfarkost att gå in i omloppsbana runt en annan planet. Den bar liknande instrument som Mariner 6 och Mariner 7, men eftersom det krävdes ett större manöversystem för att styra sonden när den befann sig i omloppsbana, vägde mer än Mariner 6 och 7 tillsammans.
När Mariner 9 anlände till Mars var atmosfären så fylld av stoft att ytan inte syntes. Denna oväntade situation visade önskvärdheten att studera en planet från en omloppsbana snarare än att enbart flyga förbi. Mariners dator programmerades då från Jorden att fördröja fotografering av marsytan några månader tills stoftet lagt sig.
Efter 349 dygn i omloppsbanan hade Mariner 9 skickat 7329 bilder på mer än 80% av marsytan. Bilderna avslöjade flodbäddar, nedslagskratrar, massiva utdöda vulkaner (som Olympus Mons, den största kända vulkanen i solsystemet), djupa klyftdalar (bl.a. Valles Marineris, ett omfattande system av klyftdalar som mäter längre än 4000 km), spår efter vind- och vattenerosion och deposition, väderfronter, dimmor och mer. Mars små månar Phobos och Deimos fotograferades också. Mariners upptäckter användes som utgångspunkt för det efterföljande Vikingprogrammet.
Det enorma klyftdalssystemet Valles Marineris är döpt efter Mariner 9.

### Fotnoter
1. ↑  ”NASA Space Science Data Coordinated Archive” (på engelska). NASA. https://nssdc.gsfc.nasa.gov/nmc/spacecraft/display.action?id=1971-051A. Läst 24 mars 2020.